# Лаптапай
Лаптапай (устар. Лапта-Пай) — река в Шурышкарском районе Ямало-Ненецкого АО, левая составляющая (исток) реки Сухая Сыня. Исток находится в горах Войкарсыньинского массива на высоте около 800 м, длина реки 58 км.
В 5 км от устья, по левому берегу реки впадает река Лаптапайсоим

## Данные водного реестра
По данным государственного водного реестра России относится к Нижнеобскому бассейновому округу, водохозяйственный участок реки — Обь от впадения реки Северная Сосьва до города Салехард, речной подбассейн реки — бассейны притоков Оби ниже впадения Северной Сосьвы. Речной бассейн реки — (Нижняя) Обь от впадения Иртыша.